# Kozova, Skole
Kozova (în ucraineană Козьова) este localitatea de reședință a comunei Kozova din raionul Skole, regiunea Liov, Ucraina.

## Demografie
Componența lingvistică a localității Kozova
     Ucraineană (99,48%)
     Alte limbi (0,52%)
Conform recensământului din 2001, majoritatea populației localității Kozova era vorbitoare de ucraineană (99,48%), existând în minoritate și vorbitori de alte limbi.